# Аракаєвська печера
Аракаєвська печера (рос. Аракаевская) — печера в Свердловській області Росії, на Уралі. Печера комплексного (горизонтально-вертикального) типу простягання. Загальна протяжність — 200 м. Глибина печери становить 100 м. Категорія складності проходження ходів печери — 2А.